# Мале Кикерино
Мале Кикерино (рос. Малое Кикерино) — присілок у Волосовському районі Ленінградської області Російської Федерації.
Населення становить 36 осіб. Належить до муніципального утворення Калитинське сільське поселення.

## Історія
Від 1 серпня 1927 року належить до Ленінградської області.

## Населення
| 1848 | 1862 | 1997 | 2007 | 2010 | 2013 | 2017 |
| ---- | ---- | ---- | ---- | ---- | ---- | ---- |
| 99   | ↘87  | ↘31  | ↘26  | ↗31  | →31  | ↗36  |